# قتانلو (هوراند)
قتانلو یکی از روستاهای استان آذربایجان شرقی است که در دهستان دودانگه بخش مرکزی شهرستان هوراند واقع شده‌است. این روستا ۱۷۷ نفر جمعیت دارد.